# برمند
برمند (به مجاری:  Beremend) یک منطقهٔ مسکونی در مجارستان است که در ناحیهٔ شیکلوش واقع شده‌است. برمند ۴۸٫۲۶ کیلومتر مربع مساحت و ۲٬۴۶۷ نفر جمعیت دارد.